# Horitzó Socialista
Horitzó Socialista u Horitzó (en español: «Horizonte Socialista») es un medio de comunicación y órgano de expresión propagandístico en catalán de ideología comunista del Movimiento Socialista. Surgió en Cataluña y la Comunidad Valenciana a raíz de una ruptura en la organización juvenil de la izquierda independentista Arran debido a diferencias políticas, ideológicas y estratégicas en el seno de la misma.

## Historia

### Crisis interna en Arran
El 31 de marzo de 2022, una militante de la asamblea de Arran de Valencia publicó un artículo en el portal digital L'Accent titulado Carta abierta a la juventud comunista, donde acusaba a la izquierda independentista de socialdemócrata y tildaba a la estrategia de la Unitat Popular de interclasista. Cinco días después, Arran respondió con otro artículo, Hemos nacido para vencer, en el mismo portal.
En junio, la asamblea de Valencia fue expulsada de la organización. El 10 de junio, emitió un comunicado sobre la expulsión, en el que acusaba a Arran de silenciar las críticas.

### Fundación de Horitzó Socialista
El 17 de julio de 2022, varias asambleas hacen pública la creación de un nuevo espacio político llamado "Horitzó Socialista". Entre las asambleas impulsoras estaban las de Valencia, Villarreal, Alto Urgel, Alto Ampurdán, Bajo Ampurdán, Reus, las de varios barrios de Barcelona, y las de diversos municipios del Bajo Llobregat. Definían Horitzó Socialista como un «órgano de difusión y reflexión de la juventud comunista en las regiones de habla catalana que nace con la voluntad de ser un espacio de elaboración teórica y de defensa de las tesis de un Movimiento Socialista todavía en construcción».
El 10 de marzo de 2023 anunciaron las primeras "Jornadas de Formación Socialista" en distintas universidades de Cataluña y la Comunidad Valenciana con el objetivo de establecer un marco de análisis respecto a la situación de la juventud trabajadora. A dichas formaciones asistieron el sindicato estudiantil vasco Ikasle Abertzaleak y la organización estudiantil Quiebra de Somosaguas (Madrid), entre otros grupos que junto a Horitzó Socialista forman el autodenominado Movimiento Socialista.

### Gènesi: Encuentros de Jóvenes
El 20 de marzo de 2023 anunciaron Gènesi, un espacio de encuentro entre jóvenes del Movimiento Socialista.
El 1 de julio del mismo año, se celebró el acto central en la Nau Bòstik (Barcelona) de las Trobades de Joves en el marco de Gènesi, donde cientos de jóvenes se reunieron para escuchar las conclusiones del trabajo realizado durante el último año y se hizo un llamado a construir la organización juvenil socialista.
En las ponencias se abordaron temas como la posibilidad de un nuevo bloque revolucionario bajo la estrategia del Proceso Socialista, la necesidad de una organización juvenil socialista para superar la derrota del proyecto comunista y la importancia de situar el ocio dentro de una estrategia más amplia para superar el capitalismo.
La jornada incluyó también una exhibición de deportes de contacto en gimnasios populares, donde se busca construir modelos de relación que abandonen la competencia, el individualismo y el ocio capitalista asociado comúnmente a los deportes.
Se abordó también la problemática de género y se destacó la necesidad de superar la fragmentación del sujeto y las limitaciones del proyecto feminista en su resolución. Además, se resaltó la importancia de dotarse de herramientas de autodefensa.
En cuanto a la cuestión de la vivienda, se enfatizó que no se puede aspirar simplemente a ser un bloque de presión dependiente de ciclos electorales para obtener mejoras legislativas, sino que es necesario insertar el frente de la vivienda en una estrategia global para contribuir a la construcción del sujeto revolucionario y aumentar el poder de clase.
En el País Valencià se están llevando a cabo procesos de encuentro y reflexión en torno a diferentes temas para avanzar en la organización de la juventud bajo el marco de Gènesi, culminando con un acto central en València el 16 de septiembre.

### Organització Juvenil Socialista
El 19 de septiembre, en Valencia, un centenar de personas presentaron públicamente la OJS con el objetivo de organizar a la juventud de la clase trabajadora. La portavoz, Clara Ballester, destacó que la organización busca enfrentar desafíos como la precariedad laboral y la criminalización de la juventud, posicionándose como una herramienta para avanzar en la lucha de clases y conectar la situación actual con el objetivo histórico del proletariado: la liberación total de la humanidad. Indicaron que los miembros fundadores provienen de diversas experiencias políticas, incluyendo sindicatos de vivienda, colectivos antifascistas, entidades feministas y sindicatos laborales, y que han aprendido la importancia de unirse bajo una estrategia común que ataque la raíz de los problemas: el sistema capitalista.
Pocos días después, en Barcelona, más de un centenar de personas presentaron la OJS en el Anfiteatro de Roquetes. Judith González, portavoz en Catalunya, explicó que la organización pretende ser una herramienta para que la juventud trabajadora se organice y avance en la construcción de una alternativa que confronte y supere la realidad actual, la cual considera cada vez más cruda y violenta, y que es imposible que mejore dentro del capitalismo. Indicó que tienen la intención de intervenir en ámbitos como la cultura, la educación, la pobreza estructural y la criminalización de los jóvenes, combatiendo el auge de las fuerzas reaccionarias. Al igual que en el País Valencià, los miembros de la OJS en Catalunya provienen de diversas experiencias políticas y hacen un llamado a organizar al conjunto del proletariado en un proyecto realmente emancipador y revolucionario.

#### Escrache contra Sílvia Orriols
El 9 de febrero de 2024, la OJS llevó a cabo su primer gran escrache en un acto en Ripoll en apoyo a la resistencia palestina y en oposición a Aliança Catalana. El evento reunió a aproximadamente 200 personas en la plaza de la Lira, donde se pronunciaron discursos críticos hacia la alcaldesa Sílvia Orriols, señalando su postura xenófoba y su respaldo al sionismo. Durante el acto, Sílvia Orriols estuvo presente y fue confrontada por los asistentes, quienes la instaron a abandonar el lugar. En medio de la tensión, la alcaldesa fue rociada con harina, situación que ella misma denunció en sus redes sociales, calificando el evento como un "acto pro-Hamás y anti-Orriols" celebrado ilegalmente en Ripoll. Tras este incidente, los participantes se manifestaron por las calles de Ripoll en señal de oposición al gobierno municipal, coreando consignas como "La clase obrera contra Orriols" y "Aliança es Vox, pero a la catalana". La protesta culminó en el Ayuntamiento, donde se desplegó una pancarta con el mensaje: "Contra el ascenso del fascismo, respondamos como clase".

#### Escrache contra Pilar Rahola
El 8 de octubre de 2024, durante una conferencia de la Fundación Martí l'Humà en La Garriga, la periodista Pilar Rahola fue atacada con pintura roja por un grupo de miembros de la OJS que buscaban denunciar su "complicidad" con el "genocidio" en Palestina y acusándola de tener "las manos manchadas de sangre", instando a "combatir al enemigo que tenemos en casa".

#### Escrache contra Carlos Mazón
El 17 de enero de 2025, durante la toma de posesión de Amparo Navarro como rectora de la Universidad de Alicante, el presidente de la Generalitat Valenciana, Carlos Mazón, fue objeto de una nueva protesta organizada por la OJS. A su llegada al Paraninfo, Mazón fue recibido por aproximadamente un centenar de personas que portaban pancartas y coreaban consignas como "Mazón, asesino" y "dimisión", en referencia a su gestión durante la DANA que causó más de 220 muertes en la Comunidad Valenciana. La tensión aumentó cuando, durante el acto, una estudiante tomó la palabra para expresar su descontento por la presencia de Mazón, calificándolo de "criminal" y responsabilizándolo de las muertes ocurridas durante las inundaciones. Otros asistentes se unieron a las críticas con gritos de "miserable" y "sinvergüenza". También se criticaron sus declaraciones anteriores donde había comparado las ayudas recibidas por Valencia con las de Gaza, acusándolo de intentar "tapar su negligencia y su mala gestión".

## Contenido
El medio está organizado en varias secciones que abordan diferentes aspectos de labor política. Estas son:
- Actualidad: ofrece una visión crítica y actualizada sobre los principales acontecimientos políticos y sociales, tanto a nivel nacional como internacional.[18]
- Artículos: recopila textos de análisis profundo sobre temas clave para la estrategia y praxis revolucionaria. Cada artículo está pensado para contribuir a la formación política de la militancia y del público en general, fomentando el debate crítico y la acción consciente.[19]
- Columnas: agrupa escritos de opinión en formato más breve y personal, donde diferentes militantes y colaboradores del Movimiento Socialista reflexionan sobre temas de actualidad y coyuntura política.[20]
- Horitzó TV: es el canal audiovisual de Horitzó Socialista, dedicado a la difusión de contenidos políticos en formato vídeo a través de entrevistas, documentales, y análisis de actualidad.[21]